# Петржалка
Петржалка (слч. Petržalka, мађ. Pozsonyligetfalu) је градска четврт Братиславе, у округу Братислава V, у Братиславском крају, Словачка Република.

## Географија
Налази се у сјеверном дијелу округа Братиславе V, на десној обали Дунава, површине 28,7 км². Од центра Братиславе удаљено је око 2 км. С лијевом обалом Дунава повезано је са пет мостова. На сјеверу и истоку окружено је Дунавом, јужно је градска четврт Јаровце, а на западу је граница са Аустријом. Већи дио градске четврти је изграђен од стамбених зграда, по коме је Петржалка позната.

## Становништво
Петржалка је једна од најгушће насељених насеља не само у Словачкој него и у централној Европи. Према подацима о броју становника из 2011. године градско насеље је имало 105.763 становника.
| Етнички састав (2011)‍ | Етнички састав (2011)‍ | Етнички састав (2011)‍ | Етнички састав (2011)‍ | Етнички састав (2011)‍ |
| --------------------- | --------------------- | --------------------- | --------------------- | --------------------- |
|                       |                       |                       |                       |                       |
| Словаци               | Словаци               |                       | 0                     | 92,26%                |
| Мађари                | Мађари                |                       | 0                     | 3,32%                 |
| Чеси                  | Чеси                  |                       | 0                     | 1,13%                 |
| остали, непознато     | остали, непознато     |                       | 0                     | 3,29%                 |

## Туризам и спорт
Једна од главних туристичких атракција је поглед са платформе Новог моста, на висини од 95 метара, који је симбол модерне Братиславе. У Петржалки постоје разне могућности за спорт, посебно за бициклизам, тенис, одбојку. У Петржалки се налази познати фудбалски клуб ФК Петржалка 1898.

## Галерија
- Нови мост и Блокови
- Блокови
- Блокови
- Улица Панонска цеста
- Жељезничка станица
- Нови мост и Аупарк Торањ